# Liga Nacional de Fútbol Primera División 2024-2025
La Liga Nacional de Fútbol Primera División 2024-2025, nota anche come Liga Puerto Rico 2024-2025, è la 6ª edizione della massima serie del campionato di calcio portoricano nella sua nuova versione. Il campionato è iniziato il 21 settembre 2024 e si concluderà nel maggio 2025.
La stagione è divisa in due tornei separati, l'Apertura 2024 e il Clausura 2025, con lo stesso formato e le stesse squadre partecipanti.

## Stagione

### Novità
Il campionato portoricano non prevede un sistema di promozioni e retrocessioni, tuttavia rispetto alla stagione precedente Bayamón, Don Bosco, Guayama e Guaynabo Gol non si sono reiscritte al campionato. Sono state sostituite da Caribe, Fraigcomar, Mayaguez, MK Elite, Puerto Rico Surf e San Juan Sharks, allargando il numero di squadre partecipanti da 8 a 10.

### Formula
Le 10 squadre partecipanti giocano due distinti gironi di andata e ritorno, l'Apertura e il Clausura, ognuno da 9 giornate, e al termine di ognuno di essi le prime 4 classificate si qualificano per i play-off, che prevedono due turni a eliminazione diretta di sola andata per decretare la squadra campione del periodo.

## Squadre partecipanti
| Club              | Città    |
| ----------------- | -------- |
| Academia Quintana | San Juan |
| Caguas Sporting   | Caguas   |
| Caribe            | Ponce    |
| Fraigcomar        | San Juan |
| Mayaguez          | Mayagüez |
| Metropolitan FA   | Guaynabo |
| MK Elite          | Gurabo   |
| Puerto Rico Sol   | Mayagüez |
| Puerto Rico Surf  | Guaynabo |
| San Juan Sharks   | San Juan |

## Apertura

### Stagione regolare
|  | Pos. | Squadra           | Pt | G | V | N | P | GF | GS | DR  |
|  | ---- | ----------------- | -- | - | - | - | - | -- | -- | --- |
|  | 1.   | Academia Quintana | 25 | 9 | 8 | 1 | 0 | 58 | 3  | +55 |
|  | 2.   | Metropolitan FA   | 22 | 9 | 7 | 1 | 1 | 35 | 9  | +26 |
|  | 3.   | Caguas Sporting   | 19 | 9 | 6 | 1 | 2 | 40 | 15 | +25 |
|  | 4.   | Puerto Rico Surf  | 13 | 9 | 4 | 1 | 4 | 19 | 17 | +2  |
|  | 5.   | San Juan Sharks   | 13 | 9 | 4 | 1 | 4 | 17 | 18 | -1  |
|  | 6.   | MK Elite          | 13 | 9 | 4 | 1 | 4 | 20 | 30 | -10 |
|  | 7.   | Mayaguez          | 10 | 9 | 2 | 4 | 3 | 16 | 26 | -10 |
|  | 8.   | Puerto Rico Sol   | 10 | 9 | 3 | 1 | 5 | 9  | 29 | -20 |
|  | 9.   | Caribe            | 4  | 9 | 1 | 1 | 7 | 11 | 42 | -31 |
|  | 10.  | Fraigcomar        | 0  | 9 | 0 | 0 | 9 | 5  | 41 | -36 |

Legenda:
      Qualificata ai play-off.

### Play-off

#### Semifinali
| Squadra 1         | Risultato | Squadra 2       |
| ----------------- | --------- | --------------- |
| Metropolitan FA   | 3 - 0     | Caguas Sporting |
| Academia Quintana | 3 - 1     | PR Surf         |

#### Finale
| Squadra 1         | Risultato | Squadra 2       |
| ----------------- | --------- | --------------- |
| Academia Quintana | 2 - 1     | Metropolitan FA |

## Clausura

### Stagione regolare
|  | Pos. | Squadra           | Pt | G | V | N | P | GF | GS | DR |
|  | ---- | ----------------- | -- | - | - | - | - | -- | -- | -- |
|  | 1.   | Academia Quintana | 0  | 0 | 0 | 0 | 0 | 0  | 0  | 0  |
|  | 2.   | Metropolitan FA   | 0  | 0 | 0 | 0 | 0 | 0  | 0  | 0  |
|  | 3.   | Caguas Sporting   | 0  | 0 | 0 | 0 | 0 | 0  | 0  | 0  |
|  | 4.   | Puerto Rico Surf  | 0  | 0 | 0 | 0 | 0 | 0  | 0  | 0  |
|  | 5.   | San Juan Sharks   | 0  | 0 | 0 | 0 | 0 | 0  | 0  | 0  |
|  | 6.   | MK Elite          | 0  | 0 | 0 | 0 | 0 | 0  | 0  | 0  |
|  | 7.   | Mayaguez          | 0  | 0 | 0 | 0 | 0 | 0  | 0  | 0  |
|  | 8.   | Puerto Rico Sol   | 0  | 0 | 0 | 0 | 0 | 0  | 0  | 0  |
|  | 9.   | Caribe            | 0  | 0 | 0 | 0 | 0 | 0  | 0  | 0  |
|  | 10.  | Fraigcomar        | 0  | 0 | 0 | 0 | 0 | 0  | 0  | 0  |

Legenda:
      Qualificata ai play-off.